# Petrúcio Ferreira dos Santos
Petrúcio Ferreira dos Santos (18 novembre 1996) è un atleta paralimpico brasiliano specializzato nelle corse di velocità e appartenente alla classe T47 per una compromissione al braccio sinistro sotto il gomito.

## Biografia
Nel 2015 prende parte ai Giochi parapanamericani di Toronto, conquistando due medaglie d'oro nei 100 metri piani T47, con tanto di record americano, e nei 200 metri piani T47, registrando il record dei giochi. L'anno successivo rappresenta il Brasile ai Giochi paralimpici di Rio de Janeiro, dove è medaglia d'oro nei 100 metri piani T47, facendo registrare il nuovo record mondiale con 10"57, e medaglia d'argento nei 400 metri piani T47 e nella staffetta 4×100 metri T43-47.
Ai campionati mondiali paralimpici di Londra 2017 si laurea campione iridato nei 100 e 200 metri piani T47, in entrambi i casi con il nuovo record mondiale, abbassato rispettivamente a 10"53 e 21"21. Successivamente, dopo aver conquistato due medaglie d'oro nei 100 e 400 metri piani T47 ai Giochi parapanamericani di Lima, scende nuovamente in pista ai campionati mondiali paralimpici di Dubai 2019, dove si riconferma campione del mondo dei 100 metri piani T47 e conquista il titolo anche nei 400 metri piani T47, con il nuovo record dei campionati.
Nel 2021 è medaglia d'oro nei 100 metri piani T47 e medaglia di bronzo nei 400 metri piani T47 ai Giochi paralimpici di Tokyo, mentre nel 2023 ai Giochi parapanamericani di Santiago del Cile conquista la medaglia d'oro nei 100 metri piani T47 e quella d'argento nella staffetta 4×100 metri universale.
Ai campionati del mondo paralimpici di Parigi 2023 e Kobe 2024 si riconferma campione mondiale dei 100 metri piani T47. Sempre nel 2024 riconquista l'oro nella medesima specialità alle Paralimpiadi di Parigi.

## Record nazionali
- 100 metri piani T46-47: 10"29  ( San Paolo, 31 marzo 2022)
- 200 metri piani T46-47: 20"83  ( San Paolo, 1º aprile 2022)

## Progressione
Statistiche ricavate da paralympic.org/athletics/rankings (al 22 agosto 2024).

### 100 metri piani T46-47
| Stagione | Tempo | Luogo          | Data       | Rank. Mond. |
| -------- | ----- | -------------- | ---------- | ----------- |
| 2024     | 10"72 | San Paolo      | 16-3-2024  | 1º          |
| 2023     | 10"37 | Parigi         | 17-7-2023  | 1º          |
| 2022     | 10"29 | San Paolo      | 31-3-2022  | 1º          |
| 2021     | 10"45 | San Paolo      | 8-6-2021   | 1º          |
| 2020     | 10"77 | Recife         | 13-3-2020  | 1º          |
| 2019     | 10"42 | Dubai          | 12-11-2019 | 1º          |
| 2018     | 10"50 | Parigi         | 15-6-2018  | 1º          |
| 2017     | 10"53 | Londra         | 15-7-2017  | 1º          |
| 2016     | 10"57 | Rio de Janeiro | 11-9-2016  | 1º          |
| 2015     | 10"77 | Toronto        | 10-8-2015  | 2º          |
| 2014     | 10"81 | Fortaleza      | 15-11-2014 | 2º          |

### 200 metri piani T46-47
| Stagione | Tempo | Luogo     | Data       | Rank. Mond. |
| -------- | ----- | --------- | ---------- | ----------- |
| 2022     | 20"83 | San Paolo | 1-4-2022   | 1º          |
| 2019     | 21"10 | San Paolo | 9-6-2019   | 1º          |
| 2018     | 21"17 | Berlino   | 1-7-2018   | 1º          |
| 2017     | 21"21 | Londra    | 22-7-2021  | 1º          |
| 2016     | 22"04 | San Paolo | 25-6-2016  | 1º          |
| 2015     | 21"49 | San Paolo | 24-4-2015  | 1º          |
| 2014     | 22"09 | Fortaleza | 15-11-2014 | 3º          |

### 400 metri piani T46-47
| Stagione | Tempo | Luogo          | Data      | Rank. Mond. |
| -------- | ----- | -------------- | --------- | ----------- |
| 2024     | 48"87 | San Paolo      | 15-6-2024 | 6º          |
| 2021     | 48"04 | Tokyo          | 4-9-2021  | 3º          |
| 2019     | 47"87 | Dubai          | 9-11-2019 | 1º          |
| 2017     | 51"55 | Londra         | 18-7-2017 | 12º         |
| 2016     | 48"87 | Rio de Janeiro | 17-9-2016 | 2º          |

## Palmarès
| Anno | Manifestazione                  | Sede              | Evento                       | Risultato | Prestazione | Note                                     |
| ---- | ------------------------------- | ----------------- | ---------------------------- | --------- | ----------- | ---------------------------------------- |
| 2015 | Giochi parapanamericani         | Toronto           | 100 m piani T47              | Oro       | 10"77       | Record panamericano                      |
| 2015 | Giochi parapanamericani         | Toronto           | 200 m piani T74              | Oro       | 21"51       | Record dei Giochi                        |
| 2016 | Giochi paralimpici              | Rio de Janeiro    | 100 m piani T47              | Oro       | 10"57       | Record mondiale                          |
| 2016 | Giochi paralimpici              | Rio de Janeiro    | 400 m piani T47              | Argento   | 48"87       | Miglior prestazione personale            |
| 2016 | Giochi paralimpici              | Rio de Janeiro    | Staffetta 4×100 m T43-47     | Argento   | 42"04       | Miglior prestazione personale stagionale |
| 2017 | Campionati mondiali paralimpici | Londra            | 100 m piani T47              | Oro       | 10"53       | Record mondiale                          |
| 2017 | Campionati mondiali paralimpici | Londra            | 200 m piani T47              | Oro       | 21"21       | Record mondiale                          |
| 2019 | Giochi parapanamericani         | Lima              | 100 m piani T47              | Oro       | 10"59       | Record dei Giochi                        |
| 2019 | Giochi parapanamericani         | Lima              | 400 m piani T47              | Oro       | 49"25       |                                          |
| 2019 | Campionati mondiali paralimpici | Dubai             | 100 m piani T47              | Oro       | 10"44       |                                          |
| 2019 | Campionati mondiali paralimpici | Dubai             | 400 m piani T47              | Oro       | 47"87       | Record dei campionati                    |
| 2021 | Giochi paralimpici              | Tokyo             | 100 m piani T47              | Oro       | 10"53       | Record paralimpico                       |
| 2021 | Giochi paralimpici              | Tokyo             | 400 m piani T47              | Bronzo    | 48"04       | Miglior prestazione personale            |
| 2023 | Giochi parapanamericani         | Santiago del Cile | 100 m piani T47              | Oro       | 10"34       |                                          |
| 2023 | Giochi parapanamericani         | Santiago del Cile | Staffetta 4×100 m universale | Argento   | 48"68       |                                          |
| 2023 | Campionati mondiali paralimpici | Parigi            | 100 m piani T47              | Oro       | 10"37       | Record dei campionati                    |
| 2024 | Campionati mondiali paralimpici | Kōbe              | 100 m piani T47              | Oro       | 10"83       |                                          |
| 2024 | Giochi paralimpici              | Parigi            | 100 m piani T47              | Oro       | 10"68       |                                          |